# Кабуерніга
Кабуерніга (ісп. Cabuérniga) — муніципалітет в Іспанії, у складі автономної спільноти Кантабрія. Населення — 1093 осіб (2009).
Муніципалітет розташований на відстані близько 320 км на північ від Мадрида, 47 км на південний захід від Сантандера.
На території муніципалітету розташовані такі населені пункти: Кармона, Фреснеда, Ренедо-де-Кабуерніга, Селорес, Сопенья, Теран, Вальє (адміністративний центр), Віанья.

## Демографія
Динаміка населення (INE ):

## Галерея зображень

Розташування муніципалітету
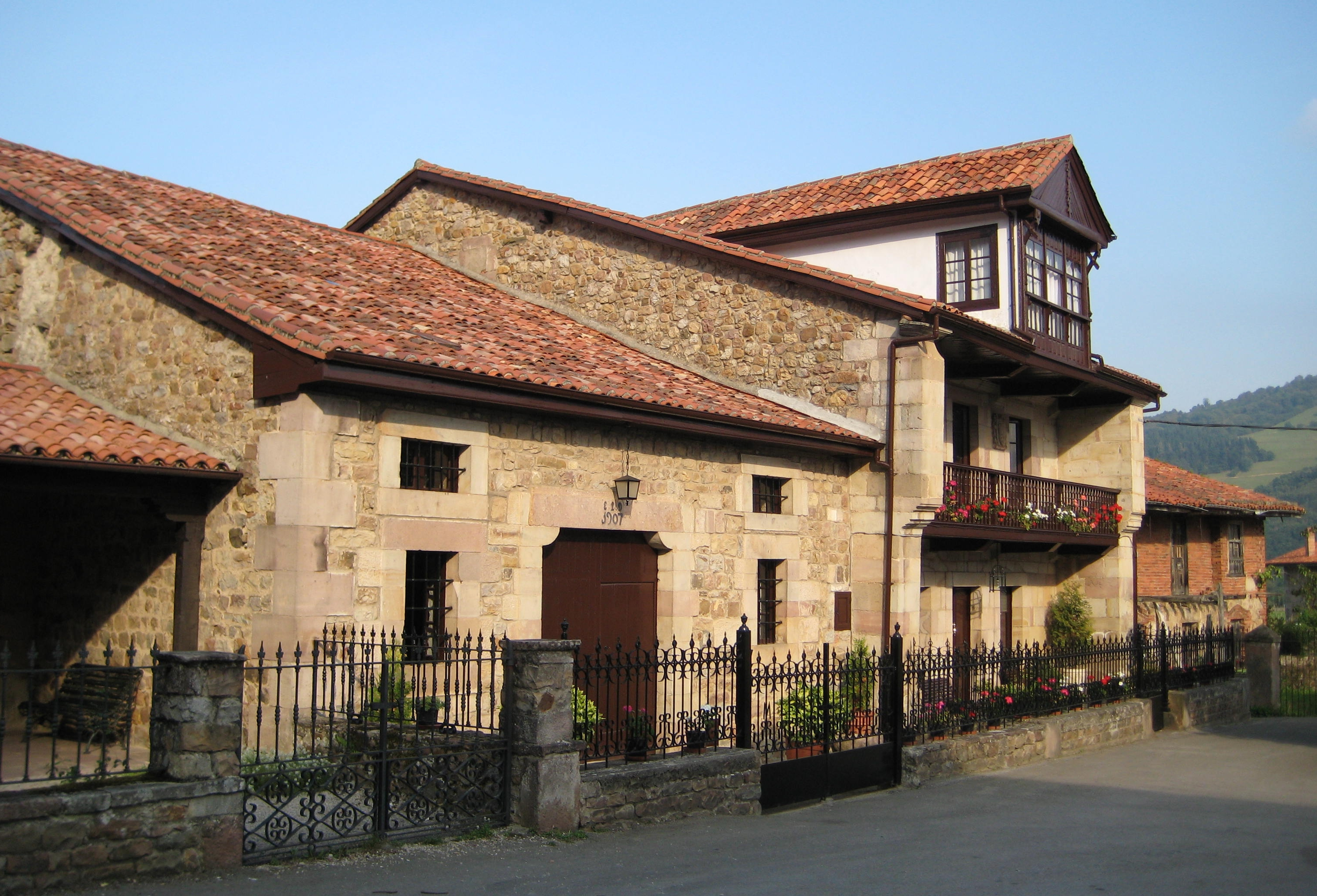
Будинки у Вальє
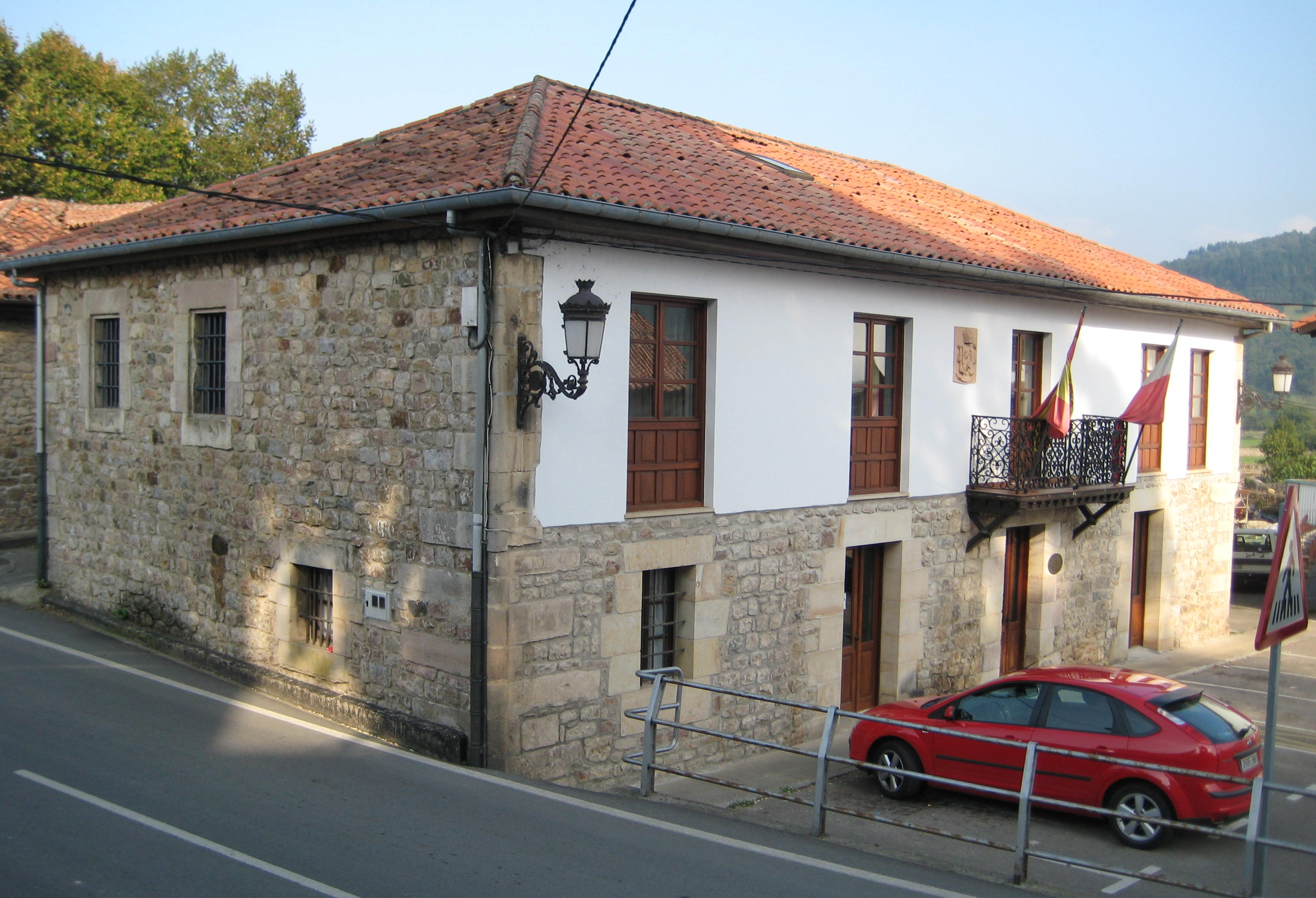
Муніципальна рада Кабуерніги, у Вальє